# Rússia no Festival Eurovisão da Canção Júnior
A Rússia estreou no III Festival Eurovisão da Canção Júnior em 2005. Sua primeira vitória veio em 2006, quando o Tomachevy Twins ganhou para a Rússia com "Vesenniy Jazz". Sua segunda vitória veio em 2017, quando Polina Bogusevich venceu para a Rússia com "Wings". O seu pior resultado até à data foi conseguido por Anna Filipchuk com a sua canção "Unbreakable" no Junior Eurovision Song Contest 2018, onde ficou em 10º lugar. 
A RTR representou a Rússia no Junior Eurovision Song Contest. A emissora escolheu Ekaterina Ryabova para representar a Rússia no Junior Eurovision Song Contest 2009 em Kiev com a música "Malenkiy prints". 

## Participação[1]
Legenda     Vencedor
     2.º lugar
     3.º lugar
     Pontuação Nula ("Null Points")/Último Lugar
     Melhor classificação (fora do top 3)
     Qualificação para a final (fora do top 3)
     País-anfitrião
     Desclassificado
| #   | Ano  | Sede       | Artista                                | Canção             | Tradução           | Língua        | Lugar | Pts |
| --- | ---- | ---------- | -------------------------------------- | ------------------ | ------------------ | ------------- | ----- | --- |
| 1º  | 2005 | Hasselt    | Vladislav Krutskij                     | "Doroga k solntsu" | Caminho para o sol | Russo         | 9º    | 66  |
| 2º  | 2006 | Bucareste  | Anastasía & Maria Tolmachovy           | "Vesenniy Jazz"    | Spring jazz        | Russo         | 1º    | 154 |
| 3º  | 2007 | Roterdão   | Aleksandra Golovchenko                 | "Otlichnitsa"      | Excelente aluno    | Russo         | 6º    | 105 |
| 4º  | 2008 | Limassol   | Mikhail Puntov                         | "Spit angel"       | Anjo adormecido    | Russo         | 7º    | 73  |
| 5º  | 2009 | Kiev       | Yekaterina Riábova                     | "Malenkiy prints"  | Pequeno príncipe   | Russo         | 3º    | 116 |
| 6º  | 2010 | Minsk      | Sasha & Liza                           | "Boy and girl"     | Rapaz e Rapariga   | Russo, Inglês | 2º    | 119 |
| 7º  | 2011 | Erevan     | Yekaterina Riábova                     | "Romeo and Juliet" | Romeu e Julieta    | Russo         | 4º    | 99  |
| 8º  | 2012 | Amesterdão | Lerika                                 | "Sensation"        | Sensação           | Russo, Inglês | 4º    | 88  |
| 9º  | 2013 | Kiev       | Dayana Kirillova                       | "Dream on"         | Sonhar             | Russo         | 4º    | 106 |
| 10º | 2014 | Marsa      | Alisa Kozhikina                        | "Dreamer"          | Sonhador           | Russo, Inglês | 5º    | 96  |
| 11º | 2015 | Sófia      | Mikhail Smirnov                        | "Mechta"           | Sonho              | Russo, Inglês | 6º    | 80  |
| 12º | 2016 | Valeta     | Water of Life Project                  | "Water of Life"    | Água da Vida       | Russo, Inglês | 4º    | 202 |
| 13º | 2017 | Tbilisi    | Polina Bogusevich                      | "Wings"            | Assas              | Russo, Inglês | 1º    | 188 |
| 14º | 2018 | Minsk      | Anna Filipchuk                         | "Nepobedimy"       | Inquebrável        | Russo, Inglês | 10º   | 122 |
| 15º | 2019 | Gliwice    | Tatyana Mezhentseva e Oorzhak Denberel | "Vremya dlya nas"  | Um tempo para nós  | Russo, Inglês | 13º   | 72  |
| 16º | 2020 | Varsóvia   | Tanya Mezhentseva                      | "My New Day"       | Meu novo dia       | Russo, inglês | 10º   | 88  |
| 17º | 2021 | Paris      | Tanya Mezhentseva                      | "Mon Ami"          | Meu Amigo          | Russo, Inglês | 7°    | 124 |

## Votação
A Rússia deu mais pontos para. . . 
| N.º | País               | Pts |
| --- | ------------------ | --- |
| 1   | Bielorrússia       | 107 |
| 2   | Arménia            | 89  |
| 3   | Ucrânia            | 66  |
| 4   | Geórgia            | 61  |
| 5   | Malta              | 33  |
| 6   | Suécia             | 31  |
| 6   | Sérvia             | 31  |
| 7   | Países Baixos      | 28  |
| 8   | Bélgica            | 26  |
| 9   | Macedónia do Norte | 23  |
| 10  | Lituânia           | 15  |

A Rússia recebeu mais pontos de. . . 
| N.º | País          | Pts |
| --- | ------------- | --- |
| 1   | Bielorrússia  | 114 |
| 2   | Arménia       | 89  |
| 3   | Ucrânia       | 76  |
| 4   | Suécia        | 63  |
| 5   | Sérvia        | 59  |
| 6   | Países Baixos | 58  |
| 7   | Bélgica       | 47  |
| 8   | Malta         | 44  |
| 9   | Chipre        | 40  |
| 10  | Geórgia       | 35  |

## 12 pontos
A Rússia deu 12 pontos para. . . 
| Ano  | País         |
| ---- | ------------ |
| 2005 | Bielorrússia |
| 2006 | Bielorrússia |
| 2007 | Arménia      |
| 2008 | Geórgia      |
| 2009 | Arménia      |
| 2010 | Arménia      |
| 2011 | Bielorrússia |
| 2012 | Ucrânia      |
| 2013 | Bielorrússia |
| 2014 | Arménia      |
| 2015 | Arménia      |
| 2016 | Bielorrússia |
| 2017 | Geórgia      |
| 2018 | Geórgia      |
| 2019 | Austrália    |